# Reyes Mate

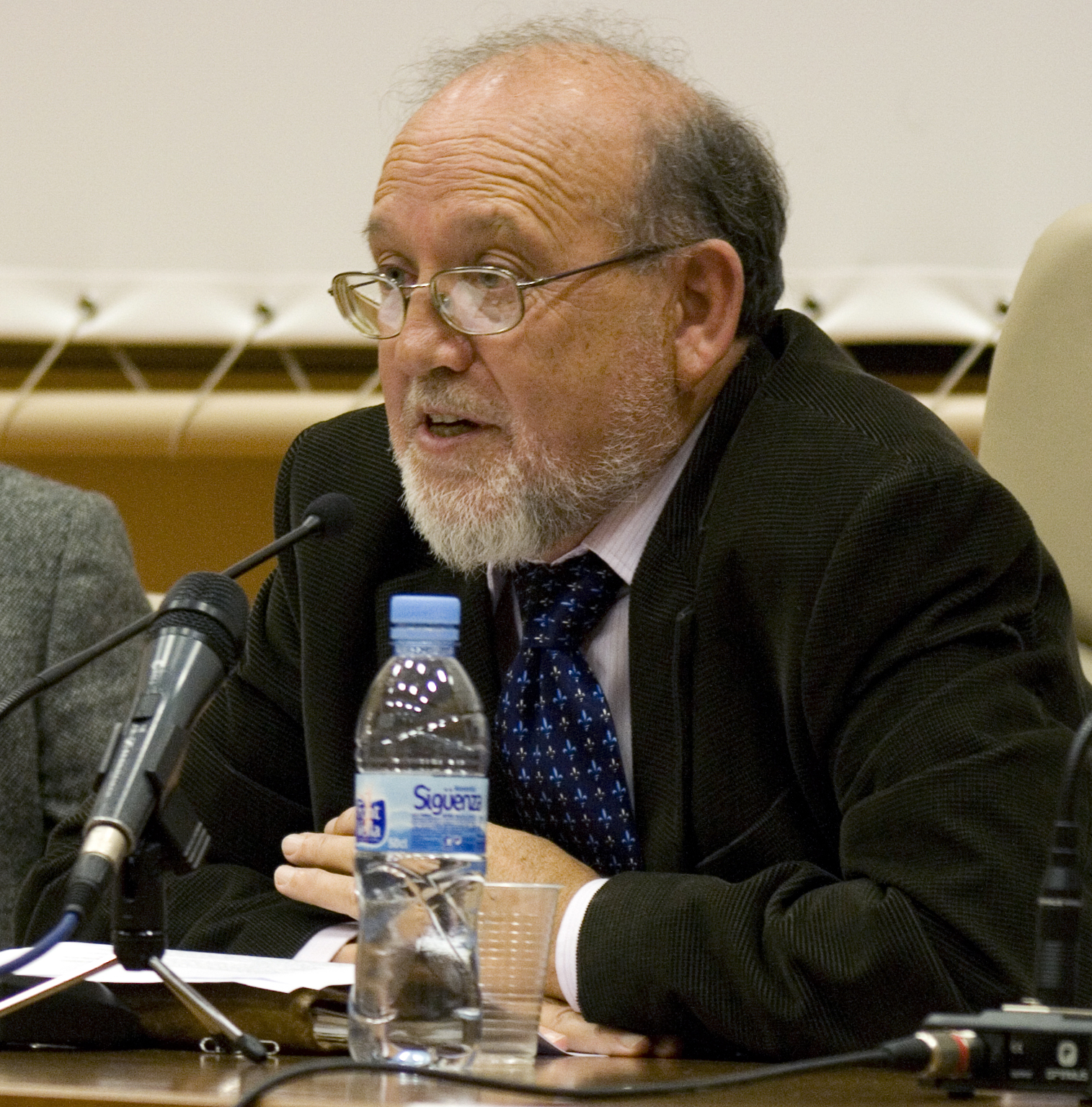
Reyes Mate en 2010.

Manuel-Reyes Mate Rupérez (Pedrajas de San Esteban, 6 de enero de 1942) es un filósofo español, dedicado a la investigación de la dimensión política de la razón, de la historia y de la religión y en concreto de la memoria, los vencidos y el papel de la filosofía después del Holocausto y Auschwitz. En 2009 se le concedió en España el Premio Nacional de Literatura - Ensayo por su obra La herencia del olvido.

## Biografía
Reyes Mate nace en Pedrajas de San Esteban (Valladolid) el 6 de enero de 1942 y realiza sus estudios en París, Madrid, Roma y Münster (Renania del Norte-Westfalia). Es doctor por la Wilhelms-Universität de Münster (Renania del Norte-Westfalia) y la Universidad Autónoma de Madrid. Es profesor de Investigación del CSIC en el Instituto de Filosofía.
Fue Director del Gabinete Técnico del Ministerio de Educación y Ciencia, desde 1982 a 1986. Desde ahí inspiró e impulsó la creación del Instituto de Filosofía del CSIC, de cuyo Patronato fue Presidente desde 1987 a 1990, fecha en la que es nombrado Director del Instituto hasta 1998.
Es director del proyecto editorial Enciclopedia Iberoamericana de Filosofía (con 34 volúmenes publicados y la colaboración de unos 500 autores), comenzado en 1987, plataforma académica desde la que se han organizado los Congresos Iberoamericanos de Filosofía y el programa “Pensar en español”.
Es también el investigador principal del proyecto “La Filosofía después del Holocausto”, que trabaja ininterrumpidamente desde 1990. Estos trabajos le han permitido rescatar la tradición benjaminiana de la memoria y desde ahí ubicar la significación de las víctimas en el centro de toda teoría política y moral.
Ha sido miembro de la Junta de Gobierno del CSIC, Madrid, y del Conseil Scientifique du Collège International de Philosophie, París. Y es el promotor español, junto a Jacques Poulain (París VIII), Christoph Wulf (Freie Univ, Berlín) y Paolo Fabbri (Universidad de Venecia), de la Universidad Europea de la Cultura.
Ha publicado numerosos libros y artículos de opinión en diarios españoles como El Norte de Castilla, El País y El Periódico de Catalunya.

## Análisis de su obra y pensamiento
Su obra se ha movido entre dos ejes. Por un lado, la filosofía después del Holocausto, considerando el campo de exterminio nazi de Auschwitz como símbolo e hito que obliga a la presencia política de la memoria de los vencidos: en este ámbito, Reyes Mate ha sido pionero en el mundo hispanohablante, creando un nutrido equipo internacional de investigadores especializados en estudiar la significación política, moral, estética y epistémica de la barbarie. Por otro, una reflexión sobre lo que significa pensar en español: de él han partido impulsos teóricos y numerosas iniciativas institucionales orientadas a la creación de una comunidad cultural iberoamericana.

## Premios
- 2009 - Premio Nacional de Ensayo por su obra La herencia del olvido[6]

## Obras
Es autor de una veintena de ensayos. Sus últimos estudios se orientan hacia la construcción de una teoría anamnética de la justicia. De entre sus publicaciones destacan:
- Mate, Reyes (1991). La razón de los vencidos. BCN: Anthropos. ISBN 978-84-7658-304-3.

- Mate, Reyes (1997). Memoria de Occidente. BCN: Anthropos. ISBN 978-84-7658-516-0.

- Mate, Reyes (2001). Penser en espagnol. PUF.

- Mate, Reyes (2003). Auschwitz. Actualidad moral y política. Trotta. ISBN 978-84-8164-648-1.

- Mate, Reyes (2005). A contraluz de las ideas políticamente correctas. BCN: Anthropos. ISBN 978-84-7658-746-1.

- Mate, Reyes (2006). Medianoche en la historia. Trotta. ISBN 978-84-8164-844-7.

- Mate, Reyes (2007). Luces en la ciudad democrática. Guía del buen ciudadano. Pearson Alhambra. ISBN 978-84-205-5270-5.

- Mate, Reyes (2008). La herencia del olvido. Errata Naturae editores. ISBN 978-84-936374-3-9.

- Mate, Reyes (2011). Tratado de la injusticia[9]. Anthropos[10]. ISBN 978-84-152600-7-3.
- El tiempo, tribunal de la historia (Trotta, 2018). Ensayo finalista del Premio de la Crítica de Castilla y León en 2019.[11]